# ويليام باورز (كاتب)
ويليام باورز (بالإنجليزية: William Bowers)‏ هو كاتب سيناريو أمريكي، ولد في 17 يناير 1916 في لاس كروسيس في الولايات المتحدة، وتوفي في 27 مارس 1987 في وودلاند هيلز، كاليفورنيا في الولايات المتحدة.

## وصلات خارجية
- ويليام باورز على موقع IMDb (الإنجليزية)
- ويليام باورز على موقع ألو سيني (الفرنسية)
- ويليام باورز على موقع قاعدة بيانات برودواي على الإنترنت (الإنجليزية)
- ويليام باورز على موقع قاعدة بيانات الأفلام السويدية (السويدية)
- ويليام باورز على موقع قاعدة بيانات الفيلم (الإنجليزية)
- ويليام باورز على موقع كينوبويسك (الروسية)